# Ignățești
Ignățești falu Romániában, Erdélyben, Fehér megyében.

## Fekvése
Verespatak közelében fekvő település.

## Története
Ignăteşti korábban Verespatak része volt, 1956 körül vált külön 114 lakossal. 
1966-ban 108, 1977-ben 108 román lakosa volt. 1992-ben 102 lakosából 101 román, 1 magyar volt. A 2002-es népszámláláskor 98 román lakosa volt.